# Castelli di Màzia di Sopra e di Sotto
I Castelli di Màzia di Sopra e di Sotto (in tedesco Obermatsch e Untermatsch) sono due castelli medievali ormai completamente ridotti a rovine situati nella Val di Mazia vicino a Sluderno, ma facenti parte del comune di Malles in Alto Adige. Sorgono sulla stessa collina a poca distanza l'uno dall'altro.
I castelli erano probabilmente il luogo d'origine dei Signori di Màzia, advocates dell'Abbazia di Monte Maria di Burgusio, che divennero una famiglia molto potente in Val Venosta con possedimenti anche in Engadina e in Valtellina. Ben presto la famiglia spostò la sua residenza a Castel Coira, più lussuoso e facilmente raggiungibile, e i castelli di Màzia caddero velocemente in rovina.
Il castello di sopra fu probabilmente costruito intorno all'XI secolo e oggi ne rimangono i ruderi del mastio e la cappella. Quest'ultima, dedicata a San Martino, risale al XII secolo ma fu molto rimaneggiata nel XVII secolo con l'aggiunta di un'abside poligonale e la ristrutturazione degli interni.
Del castello di sotto, più grande del primo, non rimangono che pochi resti: il fossato, la base di una torre e pezzi di mura di un palazzo.
Le rovine sono raggiungibili attraverso sentieri e liberamente visitabili.